# Reman
De Remans zijn een fictief ras in de televisieserie Star Trek. Dit ras is afkomstig van de planeet Remus. Remus is een van de tweelingplaneten: Romulus en Remus. Deze tweelingwerelden bevinden zich in het Betakwadrant.
De planeet Remus heeft een dusdanige wenteling dat aan één zijde van de planeet altijd de zon schijnt. (Wenteling vergelijkbaar met de wenteling van de maan ten opzichte van de aarde. De maan is voor ons altijd maar aan één kant te zien.) Hier zijn de temperaturen dan ook erg hoog. De Remans leven ook aan de schaduwzijde en hebben zich daar helemaal aan aangepast. Ze verdragen dan ook weinig licht.
De planeet bevat veel dilithiummijnen. Deze mijnen worden door de Romulans ook als een soort strafkamp gebruikt.

Er zijn aanwijzingen dat de vestiging van de Romulans op Remus niet vreedzaam was, maar dat in de plaats de lokale bevolking werd onderworpen. In het conflict met het Dominion werden ze ook ingezet als soldaten bij verschillende beslissende veldslagen. Waarschijnlijk is dit een van de oorzaken van een Reman staatsgreep op Romulus in 2379.